# Symphyse intervertébrale
Les symphyses intervertébrales (ou articulations des corps vertébraux)  sont les articulations cartilagineuses qui unissent deux corps vertébraux adjacents.

## Description
Les symphyses intervertébrales unissent les corps vertébraux des vertèbres adjacentes à partir de la deuxième vertèbre cervicale jusqu'à la première vertèbre sacrée.

### Surfaces articulaires
Elles sont constituées de la face inférieure du corps d'une vertèbre et de la face supérieure du corps de la vertèbre sous-jacente. Chaque face présente une zone centrale spongieuse recouvert de cartilage entourée d'une zone périphérique d'os cortical (listel marginal).

### Disque intervertébral
Les deux surfaces sont séparées par un disque intervertébral. C'est un disque en forme de lentille biconvexe et constitué de fibrocartilage. Son épaisseur varie de quelque mm au niveau cervical à 1 cm au niveau lombaire.
Un disque intervertébral est constitué :
- d'une partie centrale, le noyau pulpeux de consistance gélatineuse jouant le rôle d'amortisseur ;
- d'une partie périphérique, l'anneau fibreux formée de couches concentriques fibro-élastiques qui adhère à la zone périphérique des faces articulaires.

### Ligaments
Les symphyses articulaires sont consolidées par les ligaments longitudinaux antérieur et postérieur.
Le ligament longitudinal antérieur est une bande fibreuse qui s'étend su la face antérieure des corps vertébraux et des disques intervertébraux de l'os occipital au sacrum. Il adhère aux disques.
Le ligament longitudinal postérieur est une bande fibreuse qui s'étend su la face postérieure des corps vertébraux à l'intérieur du canal vertébral  de l'axis au sacrum. Il est dans le prolongement de la membrane tectoriale. Sa portion médiane est étroite et présente des expansions latérales qui adhère aux disque intervertébraux et aux corps vertébraux.